# Velvet Cacoon
Velvet Cacoon es una banda estadounidense de Black metal y Black Ambient fundada el año 2001 por Angela (LVG) y Josh (SGL)

## Discografía

### Álbumes de estudio
- Dextronaut (2002)
- Genevieve (2004)
- Atropine (2008)

### Demos
- Music For Falling Buildings (2002)
- Chapelflames (Red Steeples) (2003)

### Compilatorios
- Northsuite (2005)